# Arthur K. Wheelock Jr
Arthur K. Wheelock Jr., född den 13 maj 1943, är en amerikansk konsthistoriker.
Arthur K. Wheelock Jr. är son till Ann och Arthur K. Wheelock, vilken senare var chef för ett familjeföretag i textilbranschen. Han  växte upp i Uxbridge i Massachusetts och studerade på Williams College, med en kandidatexamen 1965. Han disputerade i konsthistoria på Harvard University 1973. 
Arthur K. Wheelock Jr. började arbeta på National Gallery of Art 1973, där han 1975 blev kurator, specialiserad på flamländsk och nederländsk konst. Han var också parallellt lärare i konsthistoria på University of Maryland.